# Zaak-Ye
Vanaf eind 2005 woedde in het Belgisch voetbal een omkoop- en gokschandaal, beter bekend als de zaak-Ye. Spelers en trainers werden ervan beschuldigd geld te hebben aangenomen van de Chinese gokmaffia. Doel van de betalingen zou zijn geweest de uitslagen van wedstrijden te beïnvloeden, waardoor grote winsten behaald zouden kunnen worden bij het gokken op deze uitslagen.

## Gokken op voetbalwedstrijden
In vele landen is gokken een lucratieve bezigheid. Gokken op uitslagen van voetbalwedstrijden is ook in West-Europa ingeburgerd, bijvoorbeeld via de toto. Met de komst van het internet zijn de mogelijkheden om te gokken enorm toegenomen. Legaal gokken is echter aan strenge regels gebonden, waardoor er ook een groot illegaal gokcircuit bestaat, waar veel geld in omgaat. Zo werd begin 2005 in Peking een netwerk opgerold van internetgokkers, dat binnen één jaar zo'n 27 miljoen dollar verdiend had door de uitslagen van voetbalwedstrijden te manipuleren.
Wanneer een gokker op voorhand zeker weet dat een wedstrijd in een 7-0-nederlaag van zo'n club zal eindigen, en een fiks bedrag inzet, kan hij na 90 minuten voetbal aan het andere eind van de wereld een enorme winst tegemoetzien. De kern van het omkoopschandaal is dat een aantal spelers en trainers van vooral kleinere clubs in België benaderd zijn om wedstrijden te manipuleren en een aantal daarvan wordt beschuldigd op de voorstellen te zijn ingegaan. Voor de betaler(s) niets meer dan een investering, waarmee de winst uit het voorspellen van uitslagen behaald moest worden.

## Bal gaat aan het rollen
In oktober 2005 speelde de eersteklasser STVV tegen La Louvière. Doelman Dušan Belić had een 'ongelukkige wedstrijd'. Mede door zijn blunders verloor STVV met 1-3. Tijdens die wedstrijd gingen in Engeland de eerste alarmbellen rinkelen: bij online gokkantoor Betfair merkte men dat er opvallend veel gegokt werd op deze match. Ook de volgende wedstrijd van STVV stond in de warme belangstelling van gokkers: in totaal zou er €300.000 ingezet zijn.
De volgende maand ontving journalist Jan Hauspie van het blad Sport/Voetbalmagazine een tip. In Azië werd zwaar gegokt op de wedstrijd La Louvière-Westerlo. Een zogenaamd spannende match, tot de slotfase waarin Westerlo tweemaal scoorde uit flagrante buitenspelsituaties, waartegen door spelers van La Louvière totaal niet geprotesteerd werd.
Kort daarop ontsloeg Lierse SK hun trainer Paul Put, die in twee wedstrijden een veredeld B-elftal had opgesteld. Officieel werd hij ontslagen omdat de resultaten tegenvielen.
Hauspie, op de voet gevolgd door het blad Humo, ging zich in de zaak verdiepen, en al snel bleken er zoveel merkwaardige dingen gebeurd te zijn in zoveel wedstrijden, dat er meer aan de hand bleek dan een paar ongelukkige momenten van een paar spelers. Clubs waar merkwaardige resultaten van genoteerd waren bleken opvallend vaak bezoek gehad te hebben van de Chinese zakenman Zheyun Ye en/of de Belgische spelersmanager Pietro Allatta.

## De Gokchinees
Ye maakte zijn entree in het Belgisch voetbal waarschijnlijk in oktober 2004. De eerste club waar hij binnenkwam was Germinal Beerschot. Hij werd daar aanvankelijk beschouwd als potentiële investeerder. Dit liep op niets uit, maar later bekenden drie toenmalige Beerschot-spelers dat Ye hun een halfjaar later €25.000 bood om een bepaalde wedstrijd te verliezen, wat zij overigens weigerden. In november meldde Ye zich vervolgens bij toenmalig tweedeklasser Bergen, dat hij €250.000 aanbood voor shirtsponsoring van zijn in Parijs gevestigde modebedrijf. In feite wilde hij zeggenschap binnen de club, wat de voorzitter/eigenaar afwees.
Daarna maakte Ye, vaak in het gezelschap van Allatta, een tocht van club naar club. Behalve de twee al genoemde hadden zij ook contact met Lierse SK, La Louvière, KFC Verbroedering Geel, KV Oostende en SK Ronse. Slechts twee clubs wezen hen meteen de deur: KSV Roeselare en KV Kortrijk. Ye zou ook individuele sporters benaderd hebben van andere clubs, zoals Sint-Truiden en KV Red Star Waasland. Deze werden bedragen van €5.000 tot €72.000 geboden om een wedstrijd minder goed hun best te doen. Geen geringe bedragen voor spelers in lagere klassen van het Belgische beroepsvoetbal met maandsalarissen van minder dan €1.500.
Diezelfde periode diende een jonge vrouw een klacht in tegen Ye wegens aanranding. Tijdens het verhoor kwam het gerecht meer te weten over de contacten die hij onderhield met de voetbalwereld.

## Put en Bodart
Waarschijnlijk hebben Ye en Allatta bij de clubbestuurders van de meeste genoemde clubs geen echte invloed gekregen, alhoewel met Ronse het sponsorcontract al bijna rond was en ook bestuurders van La Louvière van betrokkenheid beschuldigd worden. Wel kan worden aangenomen dat een fors aantal spelers en trainers voor hun aanbiedingen is bezweken en zich daadwerkelijk heeft beziggehouden met het vervalsen van wedstrijden.
De belangrijkste namen, die in dit verband genoemd worden, zijn die van twee voormalige trainers, Paul Put en Gilbert Bodart. Put wordt beschouwd als een centrale figuur in het schandaal: hij was trainer van Lierse SK en zou per wedstrijd €75.000 ontvangen hebben om onder de spelers te verdelen. Twee keer stelde hij zelfs een veredeld B-elftal op, kennelijk om het vooraf afgesproken resultaat (een nederlaag) te bereiken. Officieel werd Put door Lierse ontslagen wegens de tegenvallende resultaten, maar het is mogelijk dat men in de clubleiding lucht had gekregen van zijn praktijken. Put ontkende aanvankelijk alle beschuldigingen heftig, maar werd in februari 2006 als trainer van Excelsior Moeskroen ontslagen, naar verluidt nadat hij had toegegeven twee wedstrijden te hebben beïnvloed.
Bodart werd ook als trainer ontslagen (bij KV Oostende) wegens 'tegenvallende resultaten'. Maar bronnen rond de club meldden dat hij gegokt zou hebben op een nederlaag van zijn team, kort na een bezoek van Ye aan de Vlaamse kustplaats. Na zijn ontslag werd Bodart trainer van La Louvière, en plotseling werd er in Azië op een degradatieduel La Louvière-Sint-Truiden €600.000 gegokt. Aanvankelijk ontkende ook Bodart alles, maar in februari 2006 nam hij ontslag.